# Vintilă Ivănceanu
Vintilă Ivănceanu (n. 26 decembrie 1940, București, d. 7 septembrie 2008, Essaouira, Maroc) a fost un scriitor, poet, eseist, regizor de teatru și editor de carte originar din România, care activase din 1970 în Austria.

## Biografie
A fost membru al grupului oniric din jurul lui Miron Radu Paraschivescu (împreună cu, printre alții, Leonid Dimov, Dumitru Țepeneag, Virgil Mazilescu) de la mijlocul anilor 1960, pe care criticul Gabriel Dimisianu i-a descris astfel: 
„Era unul din copiii teribili ai mișcării literare a timpului, în bună companie cu Dumitru Țepeneag sau cu Virgil Mazilescu, tineri nonconformiști ca și el, rebeli, gesticulanți până la stridență, neocolind prilejurile de a se da în spectacol, atunci când se iveau, ba dimpotrivă, căutându-le și chiar provocându-le.”
În Austria este considerat un reprezentant al postmodernismului vienez.
Ivănceanu, care împreună cu soția, Heidi Dumreicher, a înființat editura Rhombus, a fost profesor asociat la "Institutul de Științe Teatrale" și la "Institutul pentru Muzică Electroacustică" din Viena.
Este tatăl regizoarei Ina Ivanceanu și a producătorului de filme Alexander Dumreicher-Ivanceanu.

## Opere (selecție)
- Kunst.Klang.Krieg, Passagen Verlag, Viena 2008, ISBN 978-3-85165-857-6.
- Ausgewählte Gedichte, Passagen Verlag, Viena 2005, ISBN 978-3-85165-695-4.
- Begra. Gedichte, Passagen Verlag, Viena 2003, ISBN 978-3-85165-436-3.
- Mahura oder die Weltschöpfung in fünf Tagen, Passagen Verlag, Viena 2002, ISBN 978-3-85165-536-0.
- Aktionismus all inclusive, Passagen Verlag, Viena 2001, ISBN 978-3-85165-510-0.
- Triebwerk Arkadien. 1899/1999 zweimal Fin de Siècle, Passagen Verlag, Viena 1999, ISBN 978-3-85165-370-0.
- ZeroKörper. Der abgeschaffte Mensch, Passagen Verlag, Viena 1997, ISBN 978-3-85165-268-0.
- MS, Rhombus-Verlag, Wien, 1980, ISBN 3-85394-026-9.
- Sodom, Rhombus-Verlag, Viena 1978, ISBN 3-85394-016-1.
- Aus (roman) (tradus din română de Heidi Dumreicher), Suhrkamp, 1971 [3]
- Unser Vater der Drache (proză) (tradus din română de Heidi Dumreicher), Europaverlag, Wien/München[4]
- Cinste specială (poezii), Editura pentru literatură, 1967[1]
- Până la dispariție (roman), 1969 [1]
- Versuri, 1969 [1]
- Nemaipomenitele pățanii ale lui Milorad de Bouteille (roman), 1970 [1]
- Vulcaloborgul și frumoasa Beleponjă  (roman), Cartea Românească, 1971 [1]

## Premii
- Premiul Theodor Körner (de două ori)[5]